# 宗我神社

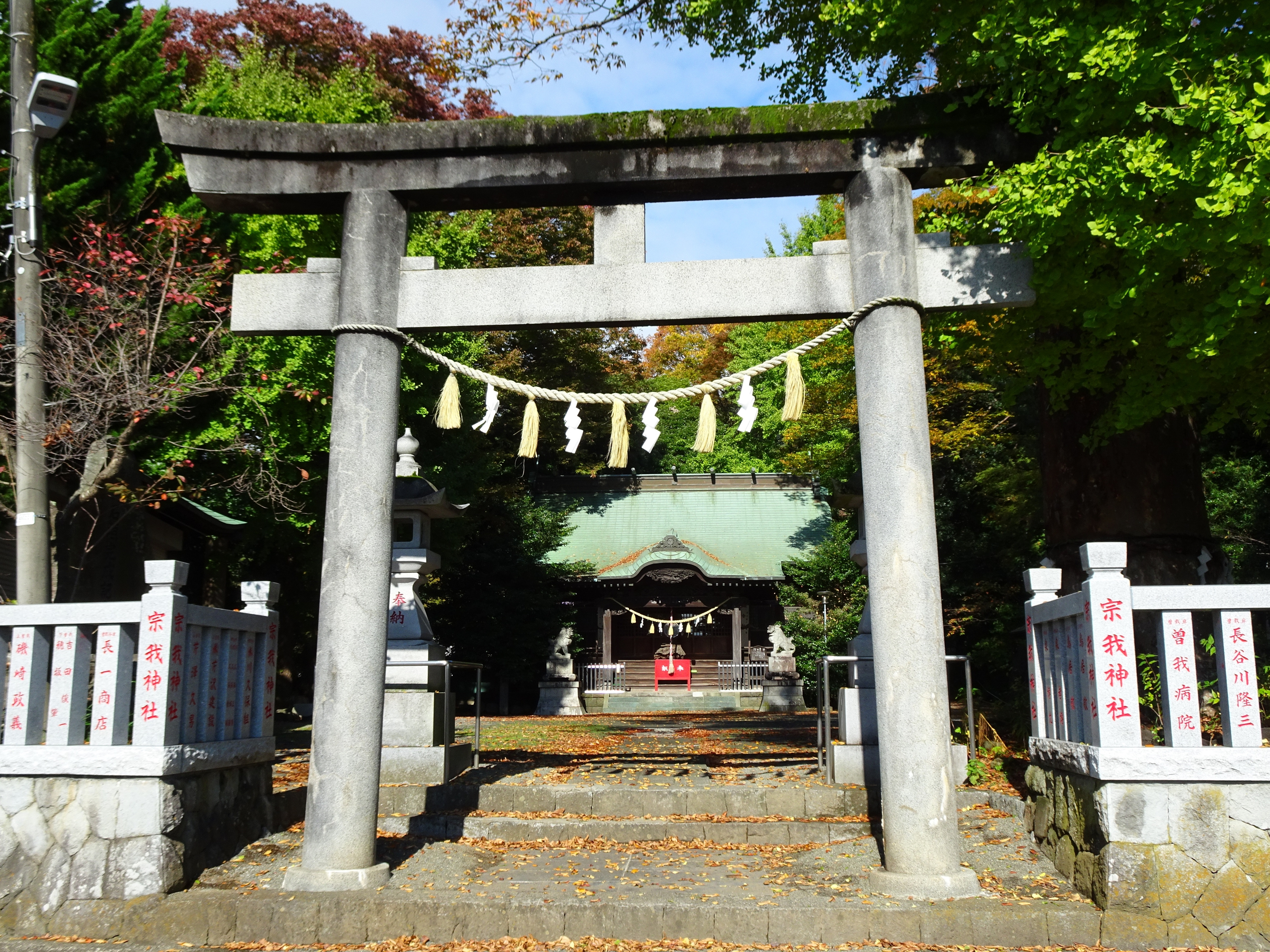
鳥居

宗我神社（そがじんじゃ）は、神奈川県小田原市曽我谷津に所在する神社。

## 概要
JR下曽我駅から北東に進んだ山裾に鎮座している。
元々この地には、地元民に崇拝されていた小沢大明神と、大和国高市郡（現・奈良県橿原市）にある式内社・宗我坐宗我都比古神社の神官だった宗我保慶という人物が、この東国・曽我の地を拓いた祖先（宗我氏/蘇我氏）を祀るために、長元元年（1028年）に宗我坐宗我都比古神社から分霊して、祖神である宗我都比古命と武内宿祢を祀って建立した宗我都比古神社があった。
それから百数十年ほど後、桓武平氏・千葉氏の支流であり、曽我郷を拠点として武家としての曽我氏の祖となった曽我祐家の子で、曽我兄弟の養父としても知られる曽我祐信が、それらを合祀して神社として再興した。
江戸時代には小沢明神社として知られたが、明治に入り、曽我郷六ヶ村の鎮守を合祀して、曽我郷の総鎮守・宗我神社となった。
芥川賞作家である尾崎一雄は、この宗我神社の神官一族の出身として知られる。

## 祭神
- 宗我都比古之命（そがつひこのみこと）
- 宗我都比女之命（そがつひめのみこと）
- 応神天皇（おうじんてんのう、八幡神）
- 桓武天皇（かんむてんのう、平氏祖神）
- 小沢大明神（おざわだいみょうじん）

## 祭事
- 1月1日 - 歳旦祭（新年拝賀祭）
- 2月11日 - 梅祭り（流鏑馬神事）
- 4月17日 - 春季例祭（春祭り）
- 9月最終日曜日 - 例大祭（本祭り） - 午前中、山車・神輿は各地区を廻ったのち、午前11時頃に猿田彦を先頭に神社に宮入、境内で横一列に並ぶ。神楽殿では里神楽が催される。午後、猿田彦の万灯を先頭に山車が連なり下曽我駅へ。駅前で再び横列し、囃子の競演を行う。
- 11月23日 - 新嘗祭（勤労感謝の祭り）[3]
- 12月31日 - 除夜祭（大晦日の式/大祓い神事）

## ギャラリー
- 宗我神社2024年例大祭

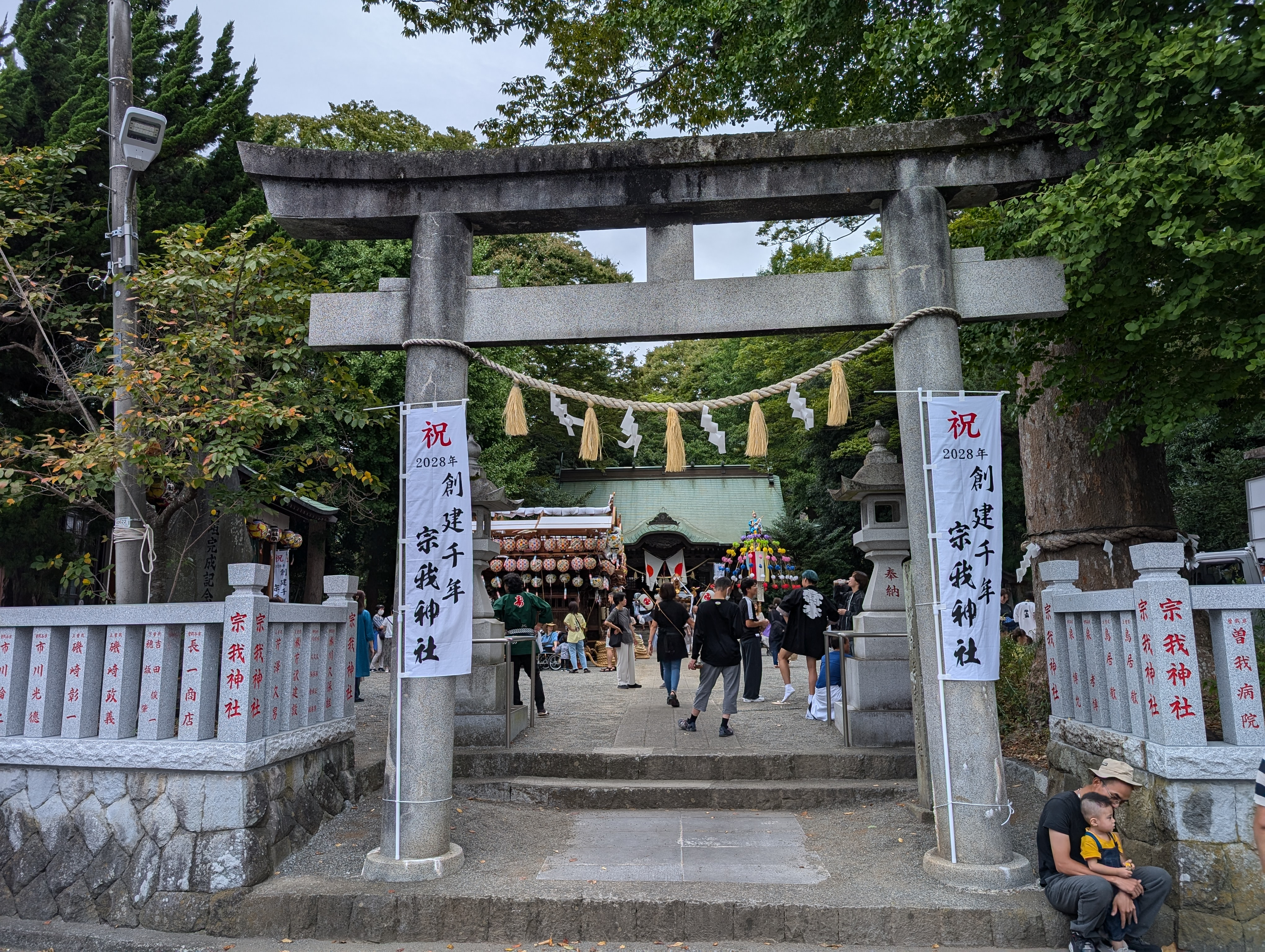
例大祭の全景
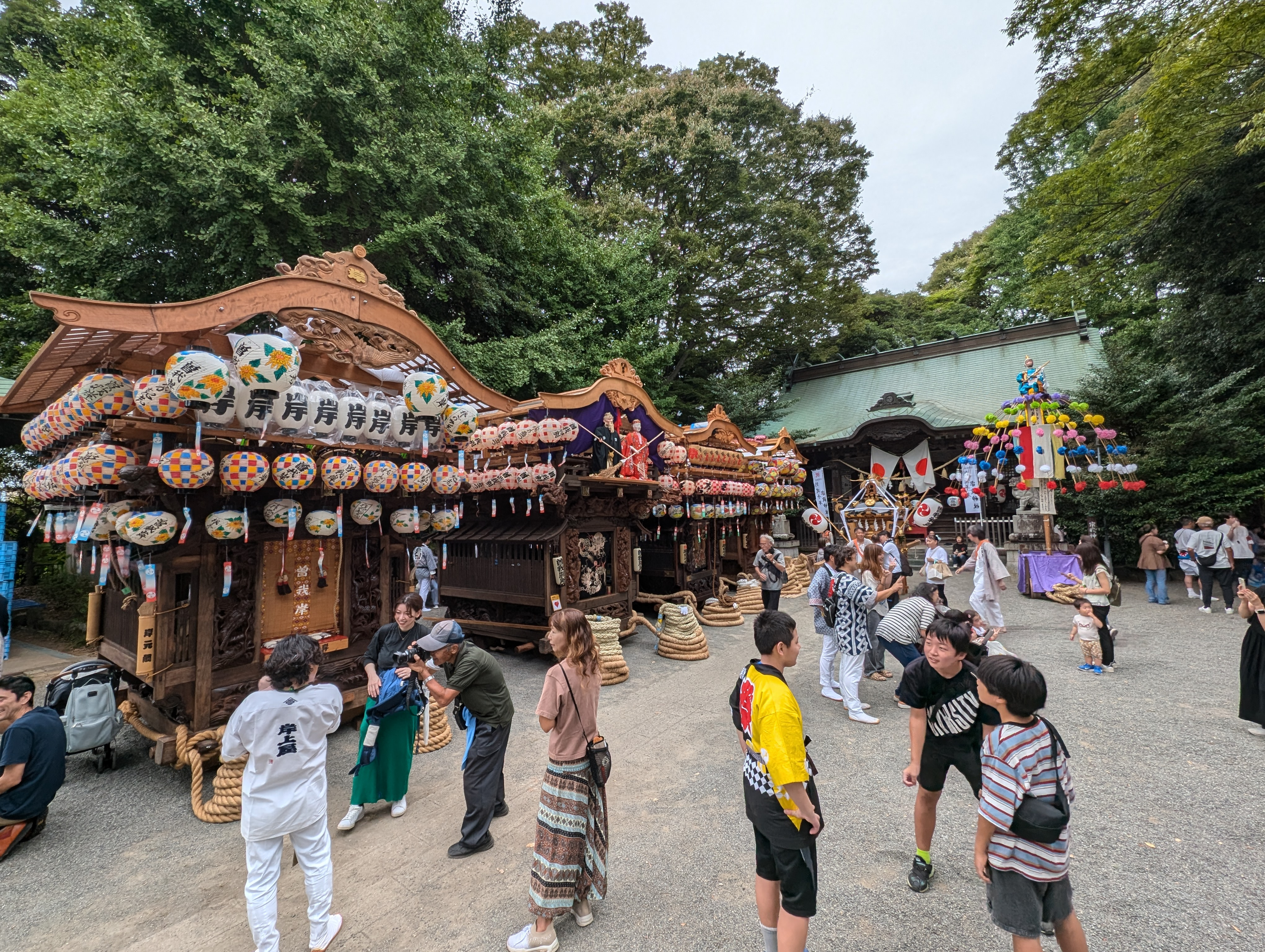
宮入した猿田彦、神輿、山車
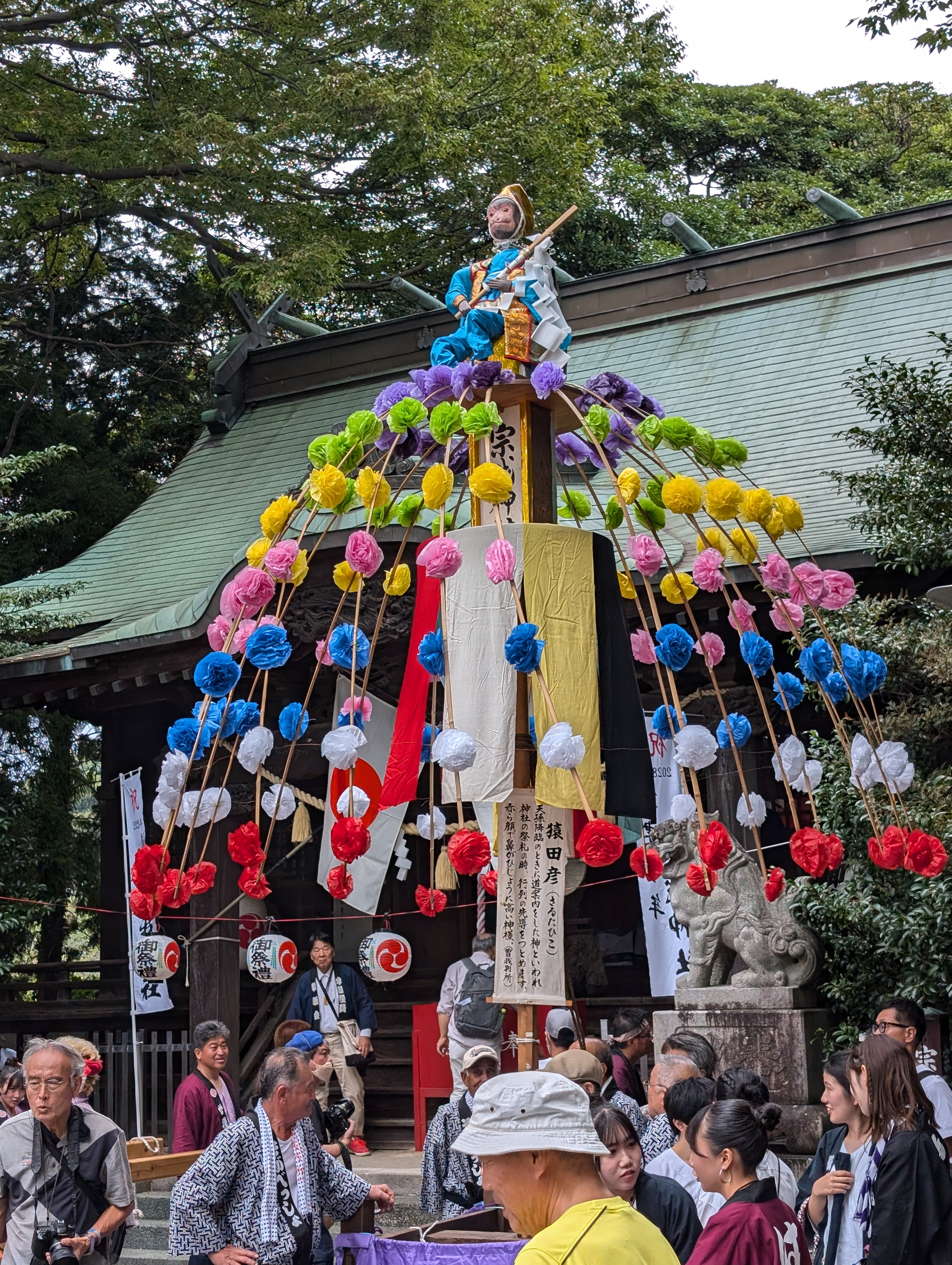
宮入した猿田彦
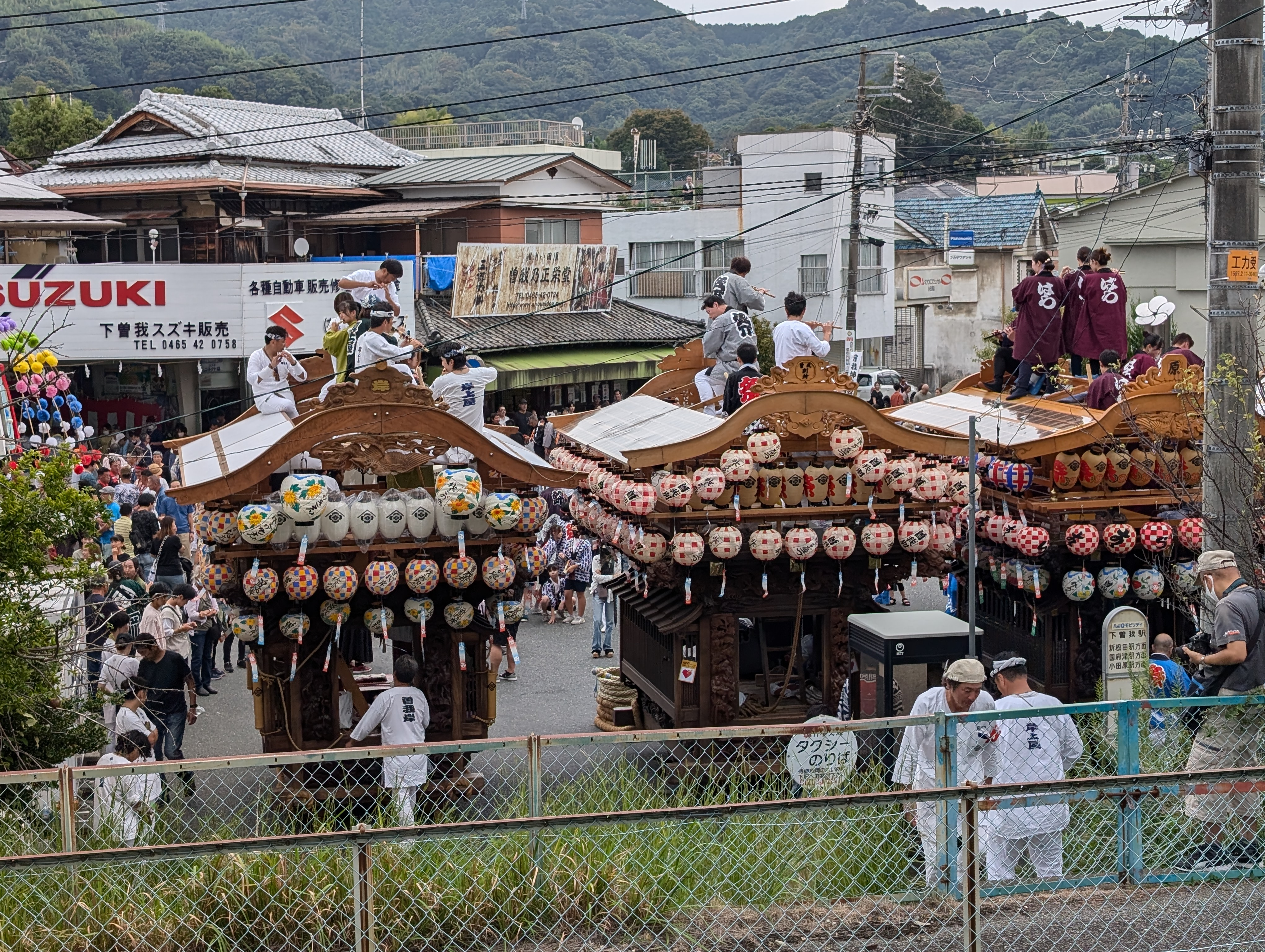
下曽我駅前に並ぶ山車